# Giovanni Evangelisti
Giovanni Evangelisti (Rimini, 11 september 1961) is een voormalige Italiaanse atleet, die was gespecialiseerd in het verspringen. Hij was meervoudig nationaal kampioen in deze discipline. Bij grote internationale atletiekwedstrijden won hij elf medailles, waarvan negenmaal brons. In totaal nam hij driemaal deel aan de Olympische Spelen en won hierbij één medaille.

## Loopbaan
Evangelisti nam deel aan drie Olympische Spelen (1984, 1988, 1992), drie WK's (1983, 1987, 1991), vier EK's (1982, 1986, 1990, 1994). Zijn grootste prestatie is het winnen van een bronzen medaille op de Olympische Spelen van 1984 in Los Angeles. Zijn beste poging van 8,24 m werd alleen overtroffen door Carl Lewis en Gary Honey.
Op 16 mei 1987 sprong hij in het Italiaanse San Giovanni Valdarno 8,43 ver. Deze prestatie was een Italiaans record dat bleef staan tot 2007, toen het werd verbeterd door Andrew Howe bij de wereldkampioenschappen in Osaka.
Evangelisti was aangesloten bij Pro Patria Pierrel, Pro Patria Osama Milano en Assindustris Sport Padova

## Titels
- Italiaans kampioen verspringen - 1981, 1982, 1986, 1992
- Italiaans indoorkampioen verspringen - 1982, 1984, 1987, 1992, 1994

## Persoonlijk record
| Onderdeel   | Prestatie      | Datum       | Plaats                |
| ----------- | -------------- | ----------- | --------------------- |
| verspringen | 8,43 m (ex-NR) | 16 mei 1987 | San Giovanni Valdarno |

## Palmares

### verspringen
- 1982:  EK indoor - 7,83 m
- 1982: 6e EK - 7,89 m
- 1983: 12e in kwal. WK - 7,70 m
- 1984:  OS - 8,24 m
- 1985:  WK indoor - 7,88 m
- 1986:  EK - 7,92 m
- 1987:  EK indoor - 8,26 m
- 1987:  WK indoor - 8,01 m
- 1987: 4e WK - 8,19 m[1]
- 1988:  EK indoor - 8,00 m
- 1988: 4e OS - 8,08 m (wind)
- 1990: 7e EK - 7,93 m
- 1991:  WK indoor - 7,93 m
- 1991:  Europacup in Frankfurt - 7,76 m
- 1991:  Middellandse Zeespelen - 7,89 m
- 1991: 7e WK - 8,01 m
- 1992: NM OS
- 1993:  Europacup in Rome - 8,04 m (wind)
- 1994: 14e EK - 7,80 m